# Port lotniczy Kala-je Nau
Port lotniczy Kala-je Nau (IATA: LQN, ICAO: OAQN) – port lotniczy położony w mieście Kala-je Nau, w Afganistanie.